# John Vanthof
John Vanthof, né vers 1963, est un homme politique de l'Ontario, au Canada. Il est un député néo-démocrate de l’Assemblée législative de l’Ontario élu en 2011. Il représente la circonscription de Timiskaming—Cochrane.
Le 23 août 2018, il est nommé l'un des deux chefs adjoints du parti aux côtés de la députée Sara Singh, ainsi que le critique pour l'agriculture et l'alimentation et pour le développement rural.
Depuis le 11 août 2024, il est le chef parlementaire de l'opposition officielle et le porte parole en matière d'agriculture et d'alimentation, concernant les affaires rurales.

## Débuts
Vanthof est né et a grandi dans une ferme laitière près de la ville de New Liskeard, au nord de l'Ontario. Il est également le neveu du député provincial progressiste-conservateur Ernie Hardeman. Avant d'entrer en politique, il a été président de la Fédération agricole du Témiskaming, un groupe de pression d'agriculteurs. Il s'est vigoureusement à la proposition d'expédier les déchets de Toronto et de les enfouir dans la mine Adams dans le district de Témiskaming, une solution dévastatrice pour l'environnement local.

## Carrière politique
Lors des élections provinciales de 2007, John Vanthof se présente comme le candidat néo-démocrate dans la circonscription de Timiskaming—Cochrane au nord de l'Ontario. Il est battu par le député libéral sortant David Ramsay par 634 voix. Il a tenté de nouveau sa chance en 2011, cette fois, en gagnant contre le candidat du parti libéral, Denis Bonin, enseignant local, par 6 101 voix,. Il est réélu aux élections provinciales de 2014 en battant le candidat libéral Sébastien Goyer par 8 490 voix. Lors des élections provinciales de 2018, il est réélu avec 10 646 voix d'avance sur la candidate progressiste-conservatrice  Margaret Williams. John Vanthof est réélu pour la troisième fois aux élections provinciales de 2022, battant le représentant progressiste-conservateur Bill Foy. Enfin, il est réélu une quatrième fois aux élections provinciales de 2025, battant le candidat progressiste-conservateur Tory Delaurier, de 1 613 voix.
Dans l'opposition, il a été porte parole pour son parti en matière de ressources naturelles et d'agriculture, d'alimentation et d'affaires rurales.

## Bilan électoral
| Élections générales de l'Ontario 2025 : Timiskaming Cochrane | Élections générales de l'Ontario 2025 : Timiskaming Cochrane | Élections générales de l'Ontario 2025 : Timiskaming Cochrane | Élections générales de l'Ontario 2025 : Timiskaming Cochrane | Élections générales de l'Ontario 2025 : Timiskaming Cochrane | Élections générales de l'Ontario 2025 : Timiskaming Cochrane |
| Parti                                                        | Candidat                                                     | Vote                                                         | %                                                            | +%                                                           | Dépense                                                      |
| ------------------------------------------------------------ | ------------------------------------------------------------ | ------------------------------------------------------------ | ------------------------------------------------------------ | ------------------------------------------------------------ | ------------------------------------------------------------ |
| Nouveau Parti démocrate                                      | John Vanthof                                                 | 11,085                                                       | 43.96                                                        | +1.22                                                        |                                                              |
| Progressiste conservateur                                    | Tory Delaurier                                               | 9,549                                                        | 37.87                                                        | +2.64                                                        |                                                              |
| Liberal                                                      | Rick Ellsmere                                                | 2,446                                                        | 9.70                                                         | +2.68                                                        |                                                              |
| Vert                                                         | Kris Rivard                                                  | 1,359                                                        | 5.39                                                         | –1.13                                                        |                                                              |
| Nouveau Bleu                                                 | Stephen MacLeod                                              | 777                                                          | 3.08                                                         | –2.10                                                        |                                                              |
| Total des bulletins acceptés                                 | Total des bulletins acceptés                                 | 25,216                                                       | 99.27                                                        | –0.05                                                        |                                                              |
| Total des bulletins rejetés, non-marqués et refusés          | Total des bulletins rejetés, non-marqués et refusés          | 185                                                          | 0.73                                                         | +0.05                                                        |                                                              |
| Participation Électorale                                     | Participation Électorale                                     | 25,401                                                       | 51.55                                                        | +8.94                                                        |                                                              |
| Électeur éligible                                            | Électeur éligible                                            | 49,278                                                       |                                                              |                                                              |                                                              |
| Nouveau Parti démocrate reste                                | Nouveau Parti démocrate reste                                | Swing                                                        | Swing                                                        | –0.71                                                        |                                                              |

| Parti                                               | Candidat                                            | Vote   | %     | +%     | Dépense  |
| --------------------------------------------------- | --------------------------------------------------- | ------ | ----- | ------ | -------- |
| Nouveau Parti démocrate                             | John Vanthof                                        | 9 735  | 42.74 | −18.46 | 39 902 $ |
| Progressiste conservateur                           | Bill Foy                                            | 8 024  | 35.23 | +12.79 | 36 553 $ |
| Libéral                                             | Brian Johnson                                       | 1 600  | 7.02  | −1.99  | 0 $      |
| Vert                                                | Kris Rivard                                         | 1 485  | 6.52  | +3.89  | 8 064 $  |
| Nouveau Bleu                                        | Garry Andrade                                       | 1 181  | 5.18  |        | 1 923 $  |
| Parti de l'Ontario                                  | Geoffrey Aitchison                                  | 349    | 1.53  |        | 0 $      |
| Libertarien                                         | Eric Cummings                                       | 248    | 1.09  | +0.39  | 100 $    |
| Aucun des suivant                                   | Jeff Wilkinson                                      | 157    | 0.69  |        | 0 $      |
| Total des bulletins acceptés                        | Total des bulletins acceptés                        | 22 779 | 99.32 | +0.45  | 85 519$  |
| Total des bulletins rejetés, non-marqués et refusés | Total des bulletins rejetés, non-marqués et refusés | 157    | 0.68  | -0.45  |          |
| Participation Électorale                            | Participation Électorale                            | 22,936 | 42.61 | -10.47 |          |
| Électeur éligible                                   | Électeur éligible                                   | 52,988 |       |        |          |
| Nouveau Parti démocrate reste                       | Nouveau Parti démocrate reste                       | Swing  | Swing | +3.85  |          |

| Élections générales de l'Ontario 2018 : Timiskaming Cochrane | Élections générales de l'Ontario 2018 : Timiskaming Cochrane | Élections générales de l'Ontario 2018 : Timiskaming Cochrane | Élections générales de l'Ontario 2018 : Timiskaming Cochrane | Élections générales de l'Ontario 2018 : Timiskaming Cochrane | Élections générales de l'Ontario 2018 : Timiskaming Cochrane |
| Parti                                                        | Candidat                                                     | Vote                                                         | %                                                            | +%                                                           | Dépense                                                      |
| ------------------------------------------------------------ | ------------------------------------------------------------ | ------------------------------------------------------------ | ------------------------------------------------------------ | ------------------------------------------------------------ | ------------------------------------------------------------ |
| Nouveau Parti démocrate                                      | John Vanthof                                                 | 16 806                                                       | 61.20                                                        | +6.17                                                        |                                                              |
| Progressiste conservateur                                    | Margaret Williams                                            | 6 160                                                        | 22.43                                                        | +4.94                                                        |                                                              |
| Libéral                                                      | Brian Johnson                                                | 2 476                                                        | 9.02                                                         | -14.12                                                       |                                                              |
| Parti du nord de l'Ontario                                   | Shawn Poirier                                                | 1 105                                                        | 4.02                                                         | +1.67                                                        |                                                              |
| Vert                                                         | Casey Lalonde                                                | 723                                                          | 2.63                                                         | +0.64                                                        |                                                              |
| Libertarien                                                  | Lawrence Schnarr                                             | 191                                                          | 0.70                                                         | -0.05                                                        |                                                              |
| Total des bulletins acceptés                                 | Total des bulletins acceptés                                 | 27,461                                                       | 100.0                                                        |                                                              |                                                              |
| Nouveau Parti démocrate reste                                | Nouveau Parti démocrate reste                                | Swing                                                        | Swing                                                        |                                                              |                                                              |

| Élections générales de l'Ontario 2014 : Timiskaming Cochrane | Élections générales de l'Ontario 2014 : Timiskaming Cochrane | Élections générales de l'Ontario 2014 : Timiskaming Cochrane | Élections générales de l'Ontario 2014 : Timiskaming Cochrane | Élections générales de l'Ontario 2014 : Timiskaming Cochrane | Élections générales de l'Ontario 2014 : Timiskaming Cochrane |
| Parti                                                        | Candidat                                                     | Vote                                                         | %                                                            | +%                                                           | Dépense                                                      |
| ------------------------------------------------------------ | ------------------------------------------------------------ | ------------------------------------------------------------ | ------------------------------------------------------------ | ------------------------------------------------------------ | ------------------------------------------------------------ |
| Nouveau Parti démocrate                                      | John Vanthof                                                 | 14 651                                                       | 55.03                                                        | +4.91                                                        |                                                              |
| Libéral                                                      | Sébastien Goyer                                              | 6 161                                                        | 23.14                                                        | -2.78                                                        |                                                              |
| Progressiste conservateur                                    | Peter Politis                                                | 4 656                                                        | 17.49                                                        | -3.69                                                        |                                                              |
| Parti du nord de l'Ontario                                   | Gino Chitaroni                                               | 625                                                          | 2.35                                                         | +0.80                                                        |                                                              |
| Vert                                                         | Cody Fraser                                                  | 529                                                          | 1.99                                                         | +0.75                                                        |                                                              |
| Total des bulletins acceptés                                 | Total des bulletins acceptés                                 | 26,622                                                       |                                                              |                                                              |                                                              |
| Nouveau Parti démocrate reste                                | Nouveau Parti démocrate reste                                | Swing                                                        | Swing                                                        | +3.85                                                        |                                                              |

| Élections générales de l'Ontario 2011 : Timiskaming Cochrane | Élections générales de l'Ontario 2011 : Timiskaming Cochrane | Élections générales de l'Ontario 2011 : Timiskaming Cochrane | Élections générales de l'Ontario 2011 : Timiskaming Cochrane | Élections générales de l'Ontario 2011 : Timiskaming Cochrane | Élections générales de l'Ontario 2011 : Timiskaming Cochrane |
| Parti                                                        | Candidat                                                     | Vote                                                         | %                                                            | +%                                                           | Dépense                                                      |
| ------------------------------------------------------------ | ------------------------------------------------------------ | ------------------------------------------------------------ | ------------------------------------------------------------ | ------------------------------------------------------------ | ------------------------------------------------------------ |
| Nouveau Parti démocrate                                      | John Vanthof                                                 | 12,633                                                       | 50.12                                                        | +9.57                                                        |                                                              |
| Libéral                                                      | Denis Bonin                                                  | 6,532                                                        | 25.92                                                        | -16.98                                                       |                                                              |
| Progressiste conservateur                                    | Randy Aulbrook                                               | 5,337                                                        | 21.18                                                        | +7.63                                                        |                                                              |
| Parti du nord de l'Ontario                                   | Gerry Courville                                              | 391                                                          | 1.55                                                         |                                                              |                                                              |
| Vert                                                         | Tina Danese                                                  | 312                                                          | 1.24                                                         | -1.76                                                        |                                                              |
| Total des bulletins acceptés                                 | Total des bulletins acceptés                                 | 25,205                                                       | 99.63                                                        |                                                              |                                                              |
| Total des bulletins rejetés, non-marqués et refusés          | Total des bulletins rejetés, non-marqués et refusés          | 91                                                           | 0.36                                                         |                                                              |                                                              |
| Participation Électorale                                     | Participation Électorale                                     | 25,296                                                       | 50.04                                                        |                                                              |                                                              |
| Électeur éligible                                            | Électeur éligible                                            | 50,554                                                       |                                                              |                                                              |                                                              |
| Nouveau Parti démocrate gagne des Libéral                    | Nouveau Parti démocrate gagne des Libéral                    | Swing                                                        | Swing                                                        | +13.28                                                       |                                                              |

| Élections générales de l'Ontario 2007 : Timiskaming Cochrane | Élections générales de l'Ontario 2007 : Timiskaming Cochrane | Élections générales de l'Ontario 2007 : Timiskaming Cochrane | Élections générales de l'Ontario 2007 : Timiskaming Cochrane | Élections générales de l'Ontario 2007 : Timiskaming Cochrane | Élections générales de l'Ontario 2007 : Timiskaming Cochrane |
| Parti                                                        | Candidat                                                     | Vote                                                         | %                                                            | +%                                                           | Dépense                                                      |
| ------------------------------------------------------------ | ------------------------------------------------------------ | ------------------------------------------------------------ | ------------------------------------------------------------ | ------------------------------------------------------------ | ------------------------------------------------------------ |
| Libéral                                                      | David Ramsay                                                 | 11,588                                                       | 42.90                                                        | -16.66                                                       |                                                              |
| Nouveau Parti démocrate                                      | John Vanthof                                                 | 10,954                                                       | 40.55                                                        | +22.07                                                       |                                                              |
| Progressiste conservateur                                    | Doug Shearer                                                 | 3,659                                                        | 13.55                                                        | -6.83                                                        |                                                              |
| Vert                                                         | Patrick East                                                 | 811                                                          | 3.00                                                         | +1.43                                                        |                                                              |
| Total des bulletins acceptés                                 | Total des bulletins acceptés                                 | 27,012                                                       | 100                                                          |                                                              |                                                              |